# Пам'ятки архітектури Новоукраїнського району
У Новоукраїнському районі Кіровоградської області на обліку перебуває 9 пам'яток архітектури.
| № пп | Найменування пам’ятки                 | Датування        | Місцезнаходження пам’ятки                 | Охорон. номер |
| ---- | ------------------------------------- | ---------------- | ----------------------------------------- | ------------- |
| 1    | Житловий будинок                      | 1901 р.          | м. Новоукраїнка, вул. Покровська, 67      | 397-Кв        |
| 2    | Волосне правління                     | к.19 ст.         | м. Новоукраїнка, вул. Гагаріна,17         | 395-Кв        |
| 3    | Млин Варшавського Вигдора Зейлиховича | 1894 р.          | м. Новоукраїнка, вул. Миколи Вороного, 88 | 418-Кв        |
| 4    | Пошта                                 | к.19 ст.         | м. Новоукраїнка, вул. Соборна, 53/14      | 394-Кв        |
| 5    | Будинок позавідомчої охорони          | к.19ст.-п.20 ст. | м. Новоукраїнка, вул. Соборна, 70         | 420-Кв        |
| 6    | Церква Святого Олександра Невського   | 1847 р.          | м. Новоукраїнка, вул. Соборна, 71         | 398-Кв        |
| 7    | Житловий будинок                      | п.20 ст.         | м. Новоукраїнка, вул. Шевченка, 22        | 396-Кв        |
| 8    | Покровська церква                     | 19 ст.           | с. Глодоси, пров. Кінний, 1               | 102-Кв        |
| 9    | Економія Іванова-Рогальова            | кінець 19 ст.    | с. Мала Тимошівка                         | виявлена      |
|      |                                       |                  |                                           |               |